# Euchaetomeropsis pacifica
Euchaetomeropsis pacifica är en kräftdjursart som beskrevs av A. H. Banner 1948. Euchaetomeropsis pacifica ingår i släktet Euchaetomeropsis och familjen Mysidae. Inga underarter finns listade i Catalogue of Life.